# Ougney-Douvot
Ougney-Douvot è un comune francese di 196 abitanti situato nel dipartimento del Doubs nella regione della Borgogna-Franca Contea.

## Società

### Evoluzione demografica
Abitanti censiti